# Carposina eriphylla
Carposina eriphylla is een vlinder uit de familie van de Carposinidae. De wetenschappelijke naam van de soort is voor het eerst geldig gepubliceerd in 1888 door Meyrick.